# توانپاددی
توانپاددی (به لاتین: Thevanpaddi) یک منطقهٔ مسکونی در سری‌لانکا است که در استان شمالی (سری‌لانکا) واقع شده‌است.